# Ardoreosomus
Ardoreosomus es un género extinto de peces actinopterigios prehistóricos. Fue descrito por Romano et al en 2019.
Vivió en los Estados Unidos (Nevada). Es muy parecido a Boreosomus y  Ptycholepis; sin embargo, Ardoreosomus se distingue por tener una hiomandibula con un ángulo más pronunciado y carecer de un proceso opercular, entre otras características.